# Michael Attenborough
Pour les articles homonymes, voir Attenborough.
Michael John Attenborough, né le 13 février 1950 , est un metteur en scène britannique. 

## Biographie
Ses parents sont les acteurs Richard Attenborough (Lord Attenborough) et Sheila Sim. Il a fait ses études à la Westminster School et à l'Université du Sussex.
Il est directeur artistique de l'Almeida Theatre à Londres, et l'un des vice-présidents de la Royal Academy of Dramatic Art. Il travaille également au Hampstead Theatre et il est le directeur du Royal Shakespeare Theatre.
Michael Attenborough s'est marié à deux reprises, avec l'actrice Jane Seymour (1971-1973) et avec l'actrice Karen Lewis depuis 1984, avec qui il a eu deux enfants.

## Filmographie

### Télévision
- 1985 : Great Performances, épisode The Importance of Being Earnest (série)